# Steinigtwolmsdorf
Steinigtwolmsdorf (alt sòrab: Wołbramecy) és un municipi alemany que pertany a l'estat de Saxònia. Es troba a 16 kilòmetres de Bischofswerda i a 19 kilòmetres de Bautzen. Limita amb Wilthen al nord, Schirgiswalde i Sohland a l'est, Lipová i Dolní Poustevna al sud i Neustadt i Neukirch/Lausitz a l'oest. Comprèn els districtes de Steinigtwolmsdorf, Ringenhain i Weifa (Motydło).